# 烏龍院 (漫畫)
《乌龙院》是台湾漫画家敖幼祥的漫画作品。主要讲述的是宋朝時一座寺庙中的两个师傅以及两个徒弟，一面学武，一面挑战江湖的趣闻軼事。在1983年1月於《中國時報》開始連載，在1985年於日本講談社《Morning》月刊開始連載，在1984年《烏龍院》由龍卡通改編成動畫長片以及真人版連續劇，在1988年《烏龍院》拍攝木偶版連續劇 。在2006年《活寶》獲得國立編譯館優良漫畫獎佳作。
作者因為《皮皮》被讀者與報界的肯定，和認識一位中國時報的編輯，編輯找他說想要邀請他在報紙上刊載新的單元，且當時流行武俠功夫，就以功夫發想，搭配搞笑的喜劇劇情，衍生出了《烏龍院》。

## 四格漫画系列
- A版：大32开，全彩色，128页/册
- B版：大64开，全彩色，128页/册
- 第1卷《狂师猛徒》
- 第2卷《傻兄宝弟》
- 第3卷《金毛华佗》
- 第4卷《迷途菜鸟》
- 第5卷《麻辣女将》（又叫《花花木兰》）
- 第6卷《开奖宝贝》
- 第7卷《奥林霹客》
- 第8卷《泡沫鸳鸯》
- 第9卷《少年状元》
- 第10卷《偷天换日》
- 第11卷《墨汁拳王》
- 第12卷《桃花十八》
- 第13卷《师徒奇遇》
- 第14卷《活宝惊现》
- 第15卷《铁堡大战》
- 第16卷《神木激战》
- 第17卷《五老揭秘》
- 第18卷《激战青春池》
- 第19卷《潜伏水帝国》
- 第20卷《凯旋斗狂沙》

## 爆笑漫画系列
- A版：大32开，全彩色，136页/册
- B版：大64开，全彩色，136页/册
- 第1卷《乌龙西游》
- 第2卷《七鲜鱼丸(上)》
- 第3卷《七鲜鱼丸(下)》
- 第4卷《御兽园》
- 第5卷《豆腐罗曼史》
- 第6卷《红烧蔡捕头》
- 第7卷《蜜汁心肝》
- 第8卷《糖醋打虎队》
- 第9卷《无敌尿布帮》
- 第10卷《六合大战》
- 第11卷《猪头三皇帝》
- 第13卷《野狗山寨》
- 第14卷《蔡捕头刑事房》
- 第15卷《新月传奇》
- 第16卷《一代糗剑》

## 大长篇漫画系列
- A版：大32开，全彩色，128页/册
- B版：大64开，全彩色，128页/册
- 1到21册。
- 地方：断云山、铁桶坡、五老林、青春池、地狱谷、极乐岛、
- 主要人物：
  - 铁桶坡：铁莲；铁钉；铁盲公；铁金刚；铁柱；二齿魔
  - 五老林：四小姐（樱）；桧；榕；樟；枫；葫芦帮；林公公（肌甲人）
  - 青春池：长大后的猫奴；长大后的艾飞（右活宝）；长大后的小师弟；505（水观音）；张总管（左活宝）沙客·阳
  - 地狱谷：沙客·阳；葫芦帮；江少右（水观音），辣婆婆，张总管（左活宝）
  - 极乐岛：艾飞爸爸（艾迪生）

## 大长篇系列·前传
- A版：大32开，全彩色，128页/册
- B版：大64开，全彩色，128页/册
- 第1卷《师弟登场》
- 第2卷《宝塔奇缘》
- 第3卷《神功初现》
- 第4卷《玉佩疑云》
- 第5卷《木人大战》
- 第6卷《通过考验》
- 第7卷《童趣生活》
- 第8卷《疑云丛生》
- 第9卷《尸魔掳人》
- 第10卷《魔掌血印》

## 超级乌龙院系列
- A全13册，大32K

## 動畫
长春华漫兄弟互动娱乐有限公司投資拍攝的104集长篇动画连续剧《乌龙院长白传奇》，係根据敖幼祥最新连载的《乌龙院大长篇》漫画改编。制作团队如下：
- 出品人：李儒奇
- 总导演：母一辉
- 技术总监：吴兴善（韩国）

## 动画电影
1984年曾制作过乌龙院动画电影

## 乌龙院游戏对战卡片
乌龙院游戏对战卡片，是根据漫画乌龙院改编的交換卡片遊戲。卡片种类主要分为战斗卡、道具卡、绝技卡三种，和需要准备纸笔记分用。双方卡组卡数至少再30张以上至50张以下，玩法开始时卡组放在左手边，然后先从最上面抽出4张手牌。其中战斗卡集合了乌龙院的角色，而道具卡和绝技卡则参考乌龙院中的场景和桥段。玩法类似游戏王。对战由两人进行，开局双方各有500点生命值。初級版中不使用道具卡和絕技卡，有分3張對戰法和1張對戰法。其中三张对战法，开局双方各持有3张以上卡片。初级版中挑出去道具卡和绝技卡后，双方的卡数要在3张以上、30张以下。1張對戰法则变成每輪每人只出1張卡。

## 参看
- 乌龙院 (京剧)：传统戏。由《乌龙院》、《刘唐下书》和《坐楼杀惜》组成。宋江纳阎惜姣为妾，建乌龙院给她居住。
- 乌龙院 (电影)：全名笑林小子2：新乌龙院（1994）
- 乌龙院 (游戏)：角色扮演类型的单机游戏
- 乌龙节
- 乌龙歌
- 乌龙院登场人物列表

## 註解
1. ↑  . 腾讯网. 2005年8月18日  [2015-03-17]. （原始内容存档于2015年4月2日） （中文（臺灣））.
2. ↑  . 21CN.COM. 2009-03-12  [2016-12-18]. （原始内容存档于2015-04-02） （中文（臺灣））.
3. ↑  乌龙. . 南方动漫网. 2004-04-15  [2015-03-31]. （原始内容存档于2018-05-02） （中文（臺灣））.
4. ↑  . www.dianying.com.   [2025-04-12].
5. ↑  . 【開眼電影網】.   [2025-04-12].
6. ↑  GNN 記者 阿Lu 報導. . 巴哈姆特. 2016-02-23  [2016-03-09]. （原始内容存档于2019-05-12） （中文（臺灣））.
7. ↑  . 去说新闻综合网.   [2019-12-13] （中文（臺灣））.[永久]
8. ↑  . 花百科 - 您身边的养花专家.   [2019-12-13]. （原始内容存档于2020-04-13） （中文（臺灣））.
9. ↑  . qq黑土地.   [2019-12-13]. （原始内容存档于2020-04-13） （中文（臺灣））.
10. ↑  . 烏龍院遊戲對戰卡片當攻擊卡的攻擊力小於被攻擊卡時，攻擊卡被破壞，負方所 -百科知識中文網.   [2019-12-13]. （原始内容存档于2021-08-24） （中文（臺灣））.